# Processo endotérmico
Um processo endotérmico é um processo químico ou físico que absorve calor de seus arredores. Em termos de termodinâmica e termoquímica, é um processo termodinâmico com um aumento na entalpia H (ou energia interna U) do sistema. Em um processo endotérmico, o calor que um sistema absorve é a transferência de energia térmica para o sistema. Assim, uma reação endotérmica geralmente leva a um aumento da temperatura do sistema e a uma diminuição da temperatura do ambiente.
O termo foi cunhado pelo químico francês do século XIX Marcellin Berthelot. O termo endotérmico vem do grego ἔνδον (endon) que significa "dentro" e θερμ- (therm) que significa "quente" ou "morno".
Um processo endotérmico pode ser um processo químico, como a dissolução de nitrato de amônio (NH
4NO
3
) em água (H
2O
), ou um processo físico, como o derretimento de cubos de gelo.
O oposto de um processo endotérmico é um processo exotérmico, que libera ou "cede" energia, geralmente na forma de calor e, às vezes, como energia elétrica. Assim, endo em endotérmico refere-se à entrada de energia ou calor, e exo em exotérmico refere-se à saída de energia ou calor. Em cada termo (endotérmico e exotérmico), o prefixo se refere ao destino do calor (ou energia elétrica) durante o processo.

## Na química
Devido à quebra e à formação de ligações durante vários processos (mudanças de estado, reações químicas), geralmente há uma mudança na energia. Se a energia das ligações que se formam for maior do que a energia das ligações que se quebram, a energia é liberada. Isso é conhecido como uma reação exotérmica. Entretanto, se for necessária mais energia para quebrar as ligações do que a energia que está sendo liberada, a energia é consumida. Portanto, trata-se de uma reação endotérmica.

## Detalhes
A possibilidade de um processo ocorrer espontaneamente depende não apenas da variação de entalpia, mas também da variação de entropia (∆S) e temperatura absoluta T. Se um processo for espontâneo em uma determinada temperatura, os produtos terão uma energia livre de Gibbs menor G = H – TS do que os reagentes (um processo exergônico), mesmo que a entalpia dos produtos seja maior. Assim, um processo endotérmico geralmente requer um aumento de entropia favorável (∆S > 0) no sistema que supera o aumento desfavorável da entalpia, de modo que permaneça ∆G < 0. Embora as transições de fase endotérmicas para estados mais desordenados de maior entropia, por exemplo, fusão e vaporização, sejam comuns, os processos químicos espontâneos em temperaturas moderadas raramente são endotérmicos. O aumento da entalpia ∆H ≫ 0 em um processo hipotético fortemente endotérmico geralmente resulta em ∆G = ∆H – T∆S > 0, o que significa que o processo não ocorrerá (a menos que seja impulsionado por energia elétrica ou de fótons). Um exemplo de um processo endotérmico e exergônico é
{\displaystyle {\ce {C6H12O6 + 6 H2O -> 12 H2 + 6 CO2}}}
{\displaystyle \Delta _{r}H^{\circ }=+627\ {\text{kJ/mol}},\quad \Delta _{r}G^{\circ }=-31\ {\text{kJ/mol}}}.

## Exemplos
- Evaporação
- Sublimação
- Craqueamento de alcanos
- Decomposição térmica
- Hidrólise
- Nucleossíntese de elementos mais pesados que o níquel em núcleos estelares[9]
- Nêutrons de alta energia podem produzir trítio a partir do lítio-7 em um processo endotérmico, consumindo 2,466 MeV. Isso foi descoberto quando o teste nuclear Castle Bravo, em 1954, produziu um rendimento inesperadamente alto[10]
- Fusão nuclear de elementos mais pesados que o ferro em supernovas[11]
- Dissolução conjunta de hidróxido de bário e cloreto de amônio
- Dissolução conjunta de ácido cítrico e bicarbonato de sódio[12]

## Distinção entre endotérmico e endotermia
Os termos "endotérmico" e "endotermia" são ambos derivados do grego ἔνδον endon "dentro" e θέρμη thermē "calor", mas dependendo do contexto, eles podem ter significados muito diferentes.
Na física, a termodinâmica se aplica a processos que envolvem um sistema e seus arredores, e o termo "endotérmico" é usado para descrever uma reação em que a energia é levada "para dentro" pelo sistema (em comparação com uma reação "exotérmica", que libera energia "para fora").
Na biologia, a termorregulação é a capacidade de um organismo de manter sua temperatura corporal, e o termo "endotérmico" (endotermia) refere-se a um organismo que pode fazer isso "internamente", usando o calor liberado por suas funções corporais internas (em comparação com um "ectotérmico", que depende de fontes externas de calor ambiental) para manter uma temperatura adequada.